# 68144 Mizser
68144 Mizser este un asteroid din centura principală de asteroizi.

## Descriere
68144 Mizser este un asteroid din centura principală de asteroizi. A fost descoperit pe 1 ianuarie 2001 la Piszkesteto de Krisztián Sárneczky și László L. Kiss. Asteroidul prezintă o orbită caracterizată de o semiaxă mare de 2,72 ua, o excentricitate de 0,06 și o înclinație de 4,1° în raport cu ecliptica.